# Pierre de Meuron

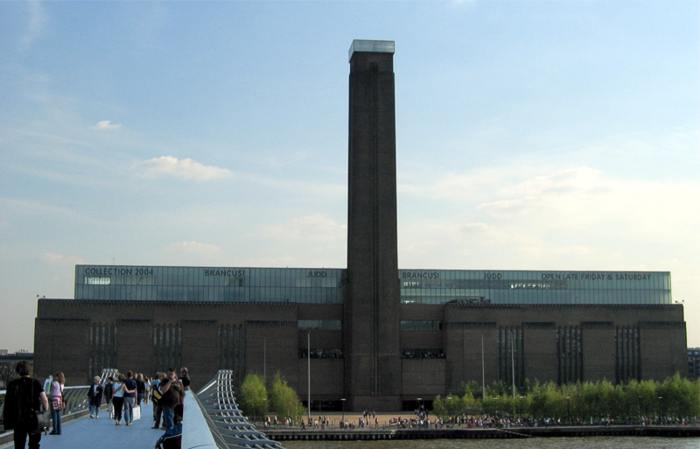
Tate Modern desde el Puente del Milenio.

Pierre de Meuron (Basilea, Suiza, 8 de mayo de 1950) es un arquitecto suizo que trabaja conjuntamente con Jacques Herzog. Ambos estudiaron en la misma escuela de arquitectura de Zúrich y en el año 1978 establecieron la firma Herzog & de Meuron. Se caracterizan por el uso de soluciones imaginativas ante los problemas arquitectónicos, a la vez que combinan la artesanía con las nuevas tecnologías. Destaca también en todos sus edificios un gran aprovechamiento de la luz natural.
Se ganaron muy pronto el reconocimiento internacional con la Casa Azul, la torre de señalización en Basilea y el Centro Deportivo Pfaffenholz en Francia.
Su obra más conocida es la Tate Modern de Londres terminada en el año 2000, donde transformaron una antigua central eléctrica en una moderna galería de arte. Al año siguiente (2001), fueron galardonados con el Premio Pritzker, equivalente al Premio Nobel de Arquitectura. En su obra encontramos numerosos edificios residenciales, así como algunas galerías de arte, como la citada anteriormente. Uno de sus edificios más significativos es el Edificio Fórum en Barcelona, emblema del Fórum Universal de las Culturas del 2004. El edificio en cuestión es un prisma de base triangular y color azul añil que dispone de un gran auditorio subterráneo y de una amplia sala de exposiciones.

## Biografía
- 1950 Nace el 8 de mayo en Basilea, Suiza.
- 1970-1975 Estudia Arquitectura en la ETH de Zúrich, Suiza. Cátedra de Aldo Rossi y Dolf Schnebli.
- 1975 Título de Arquitecto en la ETH de Zúrich.
- 1977 Colabora con el profesor Dolf Schnebli.
- 1978 Funda junto a Jacques Herzog el estudio Herzog & de Meuron.
- 1989 Profesor invitado en la Universidad de Harvard, Cambridge, EE. UU.
- 1994 Profesor invitado en la Universidad de Harvard, Cambridge, EE. UU.
- 1999 Profesor en la ETH de Zúrich y en la ETH Studio de Basilea, Suiza.
- 2002 ETH Zúrich / Studio Basel, Instituto de la Ciudad Contemporánea.

## Obras principales
- Edificio Fórum (Barcelona)
- Tate Modern (Londres)
- Museum Küppersmuhle für Moderne Kunst (Duisburgo, Alemania)
- Library Eberswalde Technical (Eberswalde, Alemania)
- Almacenes Ricola (Laufen, Suiza)
- Allianz Arena (Múnich)
- Rudin House (Leymen, Francia)
- Edificio central de enclavamientos de los SBB (Basilea)
- Goetz Collection (Múnich)
- Schwitter Apartment Ofice (Basilea)
- Plywood House (Bottmingen, Suiza)
- Tenerife Espacio de las Artes (Santa Cruz de Tenerife, España)
- Plaza de España (Santa Cruz de Tenerife)